# Водяно-Лоринська сільська рада
Водя́но-Ло́ринська сільська́ ра́да — колишній орган місцевого самоврядування в Єланецькому районі Миколаївської області. Адміністративний центр — село Водяно-Лорине.

## Загальні відомості
- Населення ради: 746 осіб (станом на 2001 рік)
- Територією ради протікає річка Громоклея.

## Історія
11 липня 2014 року з облікових даних сільради виключено село Новомиколаївка.

## Населені пункти
Сільській раді були підпорядковані населені пункти:
- с. Водяно-Лорине
- с. Семенівка

## Склад ради
Рада складалася з 12 депутатів та голови.
- Голова ради: Данілов Анатолій Григорович
- Секретар ради: Сокира Людмила Дмитрівна

### Керівний склад попередніх скликань
| ПІБ                         | Основні відомості                                                                | Дата обрання | Дата звільнення |
| --------------------------- | -------------------------------------------------------------------------------- | ------------ | --------------- |
| Данілов Анатолій Григорович | Сільський голова, 1962 року народження, освіта, член Народної партії             | 26.03.2006   | 31.10.2010      |
| Сокира Людмила Дмитрівна    | Секретар сільської ради, 1966 року народження, освіта вища, член Народної партії | 26.03.2006   | 31.10.2010      |
| Сокира Людмила Дмитрівна    | Секретар сільської ради, 1966 року народження, освіта вища, член Народної партії | 31.10.2010   |                 |

Примітка: таблиця складена за даними джерела